# ラファエル・ダ・シルバ
ラファエル・ダ・シルバ（Rafael da Silva、1992年4月4日 - ）は、ブラジル・サンパウロ州サンパウロ出身のサッカー選手。ポジションはフォワード、ミッドフィールダー。Jリーグ時代の登録名はラファエル・シルバ、Kリーグ時代の登録名はハパ・シルバ（ハングル: 하파 실바）。

## 来歴

### ブラジル時代
SCコリンチャンス・パウリスタの下部組織出身。2012年、コリチーバFCでプロのキャリアをスタートさせた。2013年夏、スイス・チャレンジリーグのFCルガーノへ移籍。ルガーノではリーグ戦通算で29試合に出場して12得点を挙げた。

### アルビレックス新潟
2014年8月7日、J1・アルビレックス新潟への完全移籍が発表された。背番号は32に決まり、9日からチームに合流した。10月5日の川崎フロンターレ戦で初得点を記録するが、直後に右腿の故障で離脱。翌11月に復帰するも、復帰戦となった2日の鹿島アントラーズ戦でウォーミングアップ中に左内転筋を痛めて再び離脱。その後復帰するも、シーズン7試合の出場に留まった。2015年より、田中亜土夢の退団によって背番号10に変更。

### 浦和レッズ
2016年12月7日、浦和レッズへの完全移籍を発表。2017年2月21日、AFCチャンピオンズリーグ2017第1節のウェスタン・シドニー・ワンダラーズFC戦で途中出場から移籍後初得点を決めた。3月10日、第3節のヴァンフォーレ甲府戦でJリーグ通算50試合に出場した。10月22日、第30節のガンバ大阪戦で2得点を記録し、プロキャリアでのリーグ戦、シーズン自己最多得点数を「12」に更新した。AFCチャンピオンズリーグ2017決勝のアル・ヒラル戦では、1st・2ndレグの両試合で得点を挙げて、浦和の10年ぶり優勝に大きく貢献した。また、夏の移籍市場ではリーガ・エスパニョーラのジローナFCがオファーを送るなど、注目を浴びた。

### 中国移籍
その後2018年のシーズン開幕に向けて浦和のキャンプに参加していたが、2018年1月に中国サッカー・甲級リーグ・武漢卓爾足球倶楽部から獲得オファーが届いた。武漢卓爾から浦和へ支払われる移籍金は約9億5000万円とされる。この移籍金を武漢が満額支払う意思を示したこともあり、2月に武漢への移籍が決まった。

### クルゼイロEC
2022年4月25日、クルゼイロECへ完全移籍することが発表された。母国復帰は約9年ぶりとなる。

### 全北現代モータース
2023年シーズンより、韓国の全北現代モータースへ完全移籍することが発表された。

## 個人成績
| 国内大会個人成績 | 国内大会個人成績 | 国内大会個人成績 | 国内大会個人成績 | 国内大会個人成績 | 国内大会個人成績 | 国内大会個人成績 | 国内大会個人成績 | 国内大会個人成績 | 国内大会個人成績 | 国内大会個人成績 | 国内大会個人成績 |
| 年度             | クラブ           | 背番号           | リーグ           | リーグ戦         | リーグ戦         | リーグ杯         | リーグ杯         | オープン杯       | オープン杯       | 期間通算         | 期間通算         |
| 年度             | クラブ           | 背番号           | リーグ           | 出場             | 得点             | 出場             | 得点             | 出場             | 得点             | 出場             | 得点             |
| ブラジル         | ブラジル         | ブラジル         | ブラジル         | リーグ戦         | リーグ戦         | ブラジル杯       | ブラジル杯       | オープン杯       | オープン杯       | 期間通算         | 期間通算         |
| ---------------- | ---------------- | ---------------- | ---------------- | ---------------- | ---------------- | ---------------- | ---------------- | ---------------- | ---------------- | ---------------- | ---------------- |
| 2012             | コリチーバ       | 29               | セリエA          | 7                | 0                | 3                | 0                | -                | -                | 10               | 0                |
| 2013             | コリチーバ       | 29               | セリエA          | 0                | 0                | 0                | 0                | -                | -                | 0                | 0                |
| スイス           | スイス           | スイス           | スイス           | リーグ戦         | リーグ戦         | スイス杯         | スイス杯         | オープン杯       | オープン杯       | 期間通算         | 期間通算         |
| 2013-14          | ルガーノ         | 21               | チャレンジ       | 26               | 9                | 1                | 0                | -                | -                | 27               | 9                |
| 2014-15          | ルガーノ         | 21               | チャレンジ       | 3                | 3                | -                | -                | -                | -                | 3                | 3                |
| 日本             | 日本             | 日本             | 日本             | リーグ戦         | リーグ戦         | リーグ杯         | リーグ杯         | 天皇杯           | 天皇杯           | 期間通算         | 期間通算         |
| 2014             | 新潟             | 32               | J1               | 7                | 1                | -                | -                | 0                | 0                | 7                | 1                |
| 2015             | 新潟             | 10               | J1               | 17               | 7                | 9                | 2                | 2                | 1                | 28               | 10               |
| 2016             | 新潟             | 10               | J1               | 23               | 11               | 2                | 0                | 2                | 4                | 27               | 15               |
| 2017             | 浦和             | 8                | J1               | 25               | 12               | 2                | 0                | 1                | 0                | 28               | 12               |
| 通算             | ブラジル         | ブラジル         | セリエA          | 7                | 0                | 3                | 0                | -                | -                | 10               | 0                |
| 通算             | スイス           | スイス           | スーパリーグ     | 29               | 12               | 1                | 0                | -                | -                | 30               | 12               |
| 通算             | 日本             | 日本             | J1               | 72               | 31               | 13               | 2                | 5                | 5                | 90               | 38               |
| 総通算           | 総通算           | 総通算           | 総通算           | 108              | 43               | 17               | 2                | 5                | 5                | 130              | 50               |

| 国際大会個人成績 | 国際大会個人成績 | 国際大会個人成績 | 国際大会個人成績 | 国際大会個人成績 | FIFA      | FIFA      |
| 年度             | クラブ           | 背番号           | 出場             | 得点             | 出場      | 得点      |
| CONMEBOL         | CONMEBOL         | CONMEBOL         | スダメリカーナ杯 | スダメリカーナ杯 | クラブW杯 | クラブW杯 |
| ---------------- | ---------------- | ---------------- | ---------------- | ---------------- | --------- | --------- |
| 2012             | コリチーバ       | 29               | 0                | 0                | -         | -         |
| AFC              | AFC              | AFC              | ACL              | ACL              | クラブW杯 | クラブW杯 |
| 2017             | 浦和             | 8                | 11               | 9                | 2         | 0         |
| 通算             | CONMEBOL         | CONMEBOL         | 0                | 0                | -         | -         |
| 通算             | AFC              | AFC              | 11               | 9                | 2         | 0         |

その他の国際公式戦
- 2017年
  - スルガ銀行チャンピオンシップ 1試合0得点
- Jリーグ初出場 - 2014年9月20日 J1第24節 対サンフレッチェ広島（エディオンスタジアム広島）
- Jリーグ初得点 - 2014年10月5日 J1第27節 対川崎フロンターレ（デンカビッグスワンスタジアム）

## タイトル

### クラブ
コリチーバ
- カンピオナート・パラナエンセ：2012, 2013

浦和レッズ
- AFCチャンピオンズリーグ：2017
- スルガ銀行チャンピオンシップ：2017

武漢卓爾
- 甲級リーグ：2018

### 個人
- Jリーグ優秀選手賞：2017年
- J1リーグ月間MVP：2017年2月・3月